# Tàrrega
Ez a szócikk a katalóniai településről szól. Ha a gitárművészre vagy kíváncsi, lásd a Francisco Tárrega című lapot.
Tàrrega (kiejtése [ˈtarrəɣə]; spanyolul Tárrega) város a spanyolországi Katalóniában, 11 344 lakossal. Urgell járási székhelye. 100 km-re Barcelonától, a Léridai-síkságon, az Ondara folyó völgyében fekszik.
Ma már hozzátartozó, de korábban önálló települések: Altet, Claravalls, Figuerosa, Talladell, Riudovelles és Santa Maria de Montmagastrell.

## Története
A várost a rómaiak alapították. I. Rajmund Berengár ajándékozta feleségének, így lett a katalán uralkodók asszonyainak városává.

## Népesség
| 1900  | 1920  | 1930  | 1940  | 1950  | 1970   | 1981   | 1990   | 1992   | 1996   | 2002   | 2004   | 2006   | 2007   |
| ----- | ----- | ----- | ----- | ----- | ------ | ------ | ------ | ------ | ------ | ------ | ------ | ------ | ------ |
| 6.477 | 7.413 | 7.884 | 7.783 | 8.622 | 10.281 | 10.959 | 11.438 | 11.281 | 11.855 | 13.210 | 14.000 | 15.155 | 16.690 |

A település lakosságának változását az alábbi diagram mutatja:
| Lakosok száma | 1413 | 6114 | 8458 | 8918 | 11 047 | 13 999 | 16 539 | 16 587 | 17 098 | 18 542 |
|               | 1717 | 1887 | 1936 | 1960 | 1986   | 2004   | 2009   | 2014   | 2019   | 2024   |

## Látnivalói

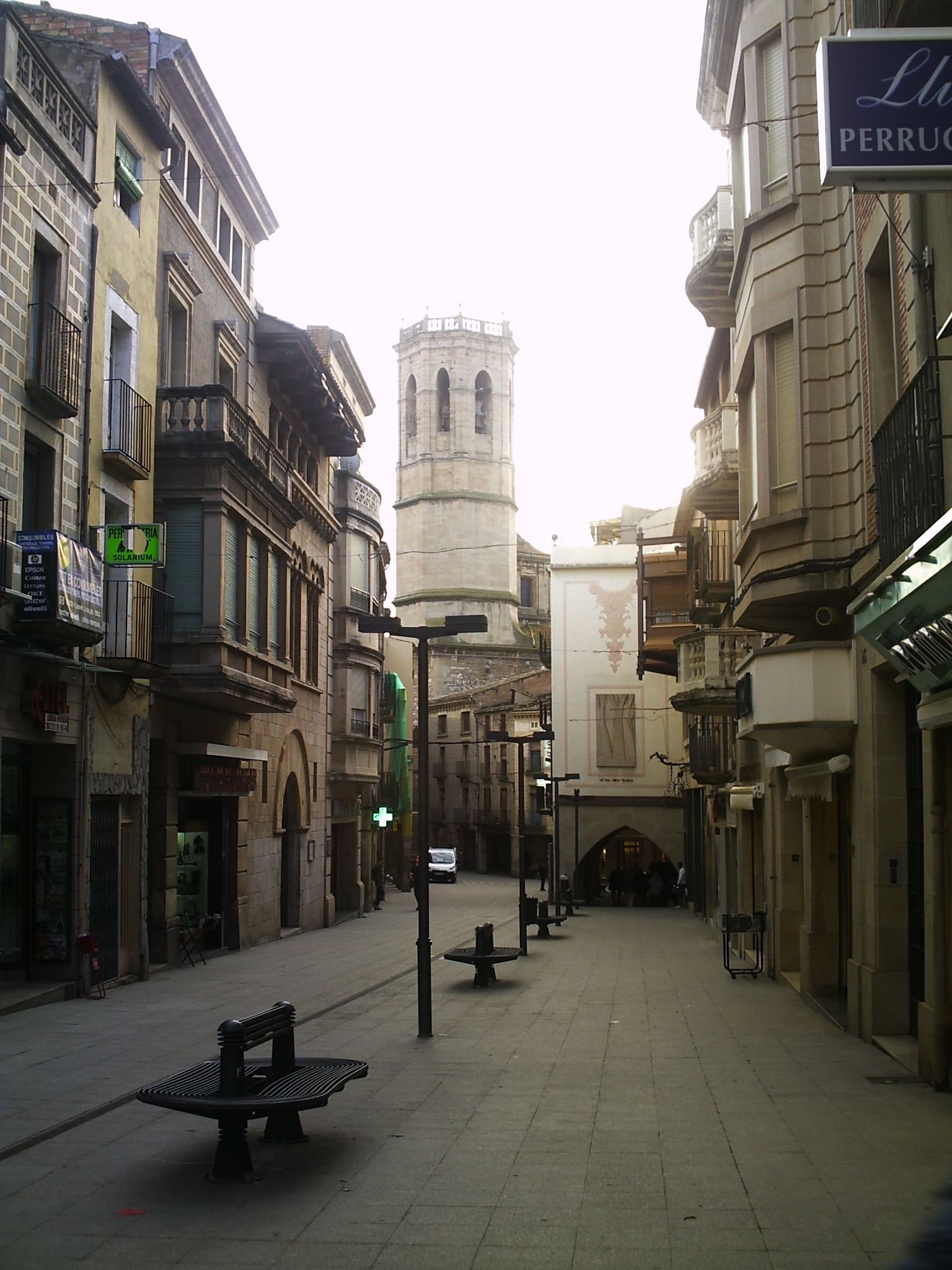

A város központja a Plaza Mayor, melynek két említésre méltó épülete akad:
- A Városháza (kat. Ajuntament, sp. Ayuntamiento) XVII. századi épület, 1674-ből származik. Homlokzatán a település címere tekinthető meg, melyet V. Károly adományaként tartanak számon.
- A Szűz Mária-templom (kat. Església de Santa Maria de l'Alba, sp. Iglesia de Santa Maria) XVII. századi épület, melynek tervezője Josep de la Concepció barát volt.
- A tér közepén egy gótikus feszület másolata magasodik.

Másik központi elhelyezkedésű, szépen kiképzett tere a Plaza de Sant Antoni, melynek környékén ismét több építmény hívja fel magára a figyelmet:
- A Sobies-kastély (Casa Sobies) a XVI. században született, ablakai gótikus stílusjegyeket viselnek.
- A Floresta-palota (kat.Palau Floresta, sp. Palacio Floresta) homlokzata román stílusban jött létre.
- A Szent Antal-templom (kat.Església de Sant Antoni) büszkesége egy román kori ötvösmű, illetve egy (állítólagos) darab Krisztus töviskoszorújából.

További látnivalói:
- A Katalán Föld Emlékműve (kat.Monument als Paisos Catalans),
- Call Perelló a Városi Múzeummal,
- Kórház (Hospital) (1740).